# Manuela Mucke
Manuela Mucke (Wittenberg, 30 de enero de 1975) es una deportista alemana que compitió en piragüismo en la modalidad de aguas tranquilas.
Participó en dos Juegos Olímpicos, Atlanta 1996 y Sídney 2000, obteniendo una medalla de oro en cada edición, ambas en la prueba de K4 500 m. Ganó 13 medallas en el Campeonato Mundial de Piragüismo entre los años 1995 y 2003, y 6 medallas en el Campeonato Europeo de Piragüismo entre los años 2000 y 2002.

## Palmarés internacional
| Juegos Olímpicos   | Juegos Olímpicos             | Juegos Olímpicos  | Juegos Olímpicos |
| Año                | Lugar                        | Medalla           | Competición      |
| ------------------ | ---------------------------- | ----------------- | ---------------- |
| 1996               | Atlanta (Estados Unidos)     | Medalla de oro    | K4 500 m         |
| 2000               | Sídney (Australia)           | Medalla de oro    | K4 500 m         |
| Campeonato Mundial |                              |                   |                  |
| Año                | Lugar                        | Medalla           | Competición      |
| 1995               | Duisburgo (Alemania)         | Medalla de oro    | K4 500 m         |
| 1995               | Duisburgo (Alemania)         | Medalla de plata  | K4 200 m         |
| 1997               | Dartmouth (Canadá)           | Medalla de oro    | K4 200 m         |
| 1998               | Szeged (Hungría)             | Medalla de oro    | K4 500 m         |
| 1999               | Milán (Italia)               | Medalla de plata  | K2 1000 m        |
| 1999               | Milán (Italia)               | Medalla de plata  | K4 500 m         |
| 2001               | Poznań (Polonia)             | Medalla de oro    | K2 1000 m        |
| 2001               | Poznań (Polonia)             | Medalla de plata  | K4 500 m         |
| 2002               | Sevilla (España)             | Medalla de plata  | K2 500 m         |
| 2002               | Sevilla (España)             | Medalla de plata  | K2 1000 m        |
| 2002               | Sevilla (España)             | Medalla de plata  | K4 500 m         |
| 2002               | Sevilla (España)             | Medalla de bronce | K4 200 m         |
| 2003               | Gainesville (Estados Unidos) | Medalla de plata  | K2 1000 m        |
| Campeonato Europeo |                              |                   |                  |
| Año                | Lugar                        | Medalla           | Competición      |
| 2000               | Poznań (Polonia)             | Medalla de oro    | K4 500 m         |
| 2000               | Poznań (Polonia)             | Medalla de plata  | K4 200 m         |
| 2000               | Poznań (Polonia)             | Medalla de bronce | K1 1000 m        |
| 2001               | Milán (Italia)               | Medalla de oro    | K2 1000 m        |
| 2001               | Milán (Italia)               | Medalla de plata  | K4 500 m         |
| 2002               | Szeged (Hungría)             | Medalla de bronce | K2 1000 m        |